# BMW F10
BMW F10 (eller BMW 5-serie) är en personbil, tillverkad av den tyska biltillverkaren BMW sedan 2010.

## BMW F10/F11
F10 är BMW:s interna utvecklingsnamn på den föregående BMW 5-serien, där F11 är den så kallade touring-modellen som är en kombi. Den har funnits på marknaden sedan hösten 2010 som årsmodell 2011. F10 skiljer sig märkbart från föregångaren designmässigt med en mer upprätt front och att det speciella bakparti som den tidigare designchefen Chris Bangle försåg alla sina bilar med nu försvunnit. F10 också designad efter Bangles avgång av Holländaren Adrian van Hooydonk. Åsikterna om designen är blandad. Vissa hävdar den är klar bättre än föregångaren, andra att den är tråkig. De flesta torde vara överens om att den är mer återhållsam. 
F10 har fått mycket beröm för sitt lugna körbeteende och för att den i positiv mening påminner om storebror F01 när det gäller interiör design och materialval.

## BMW F07 Gran Turismo
Det finns även en halv-kombiversion av 5-serien som vissa betraktar som en 7-serie med avkortat bakparti. Den heter 5-serie Gran Turismo och har internbeteckning F07. Samt då den ovan berörda kombiversionen F11. Dessutom är det inte bara internbenämningarna som är mycket lika med aktuell version av 7-serien, F01. De har även många komponenter gemensamt under skalet.

## Motor
| Modell          | Årsmodell | Motor                    | Cylindervolym | Effekt     | Bränslesystem                      |
| --------------- | --------- | ------------------------ | ------------- | ---------- | ---------------------------------- |
| 518d            | 2014      | N47: 4-cyl radmotor DOHC | 1995 cm³      | 143 hk     | Common rail turbodiesel            |
| 518d            | 2015-     | B47: 4-cyl radmotor DOHC | 1995 cm³      | 150 hk     | Common rail turbodiesel            |
| 520d            | 2010-14   | N47: 4-cyl radmotor DOHC | 1995 cm³      | 184 hk     | Common rail turbodiesel            |
| 520d            | 2015-     | B47: 4-cyl radmotor DOHC | 1995 cm³      | 190 hk     | Common rail turbodiesel            |
| 525d            | 2010-11   | N57: 6-cyl radmotor DOHC | 2993 cm³      | 204 hk     | Common rail turbodiesel            |
| 525d            | 2012-     | N47: 4-cyl radmotor DOHC | 1995 cm³      | 218 hk     | Common rail turbodiesel            |
| 530d            | 2010-     | N57: 6-cyl radmotor DOHC | 2993 cm³      | 245-258 hk | Common rail turbodiesel            |
| 535d            | 2010-     | N57: 6-cyl radmotor DOHC | 2993 cm³      | 300-313 hk | Common rail turbodiesel            |
| M550d           | 2012-     | N57: 6-cyl radmotor DOHC | 2993 cm³      | 381 hk     | Common rail turbodiesel            |
| 520i            | 2012-     | N20: 4-cyl radmotor DOHC | 1997 cm³      | 184 hk     | Direktinsprutning, turbo           |
| 523i            | 2010-11   | N53: 6-cyl radmotor DOHC | 2996 cm³      | 204 hk     | Direktinsprutning                  |
| 528i            | 2010-11   | N53: 6-cyl radmotor DOHC | 2996 cm³      | 258 hk     | Direktinsprutning                  |
| 528i            | 2012-     | N20: 4-cyl radmotor DOHC | 1997 cm³      | 245 hk     | Direktinsprutning, turbo           |
| 530i            | 2012-13   | N53: 6-cyl radmotor DOHC | 2996 cm³      | 272 hk     | Direktinsprutning                  |
| 535i            | 2010-     | N55: 6-cyl radmotor DOHC | 2979 cm³      | 306 hk     | Direktinsprutning, turbo           |
| 550i            | 2010-     | N63: 8-cyl V-motor DOHC  | 4395 cm³      | 408-450 hk | Direktinsprutning, turbo           |
| M5              | 2012-     | S63: 8-cyl V-motor DOHC  | 4395 cm³      | 560-575 hk | Direktinsprutning, bi-turbo        |
| Active Hybrid 5 | 2012-     | N55: 6-cyl radmotor DOHC | 2979 cm³      | 340 hk     | Direktinsprutning, turbo + elmotor |

## Bilder

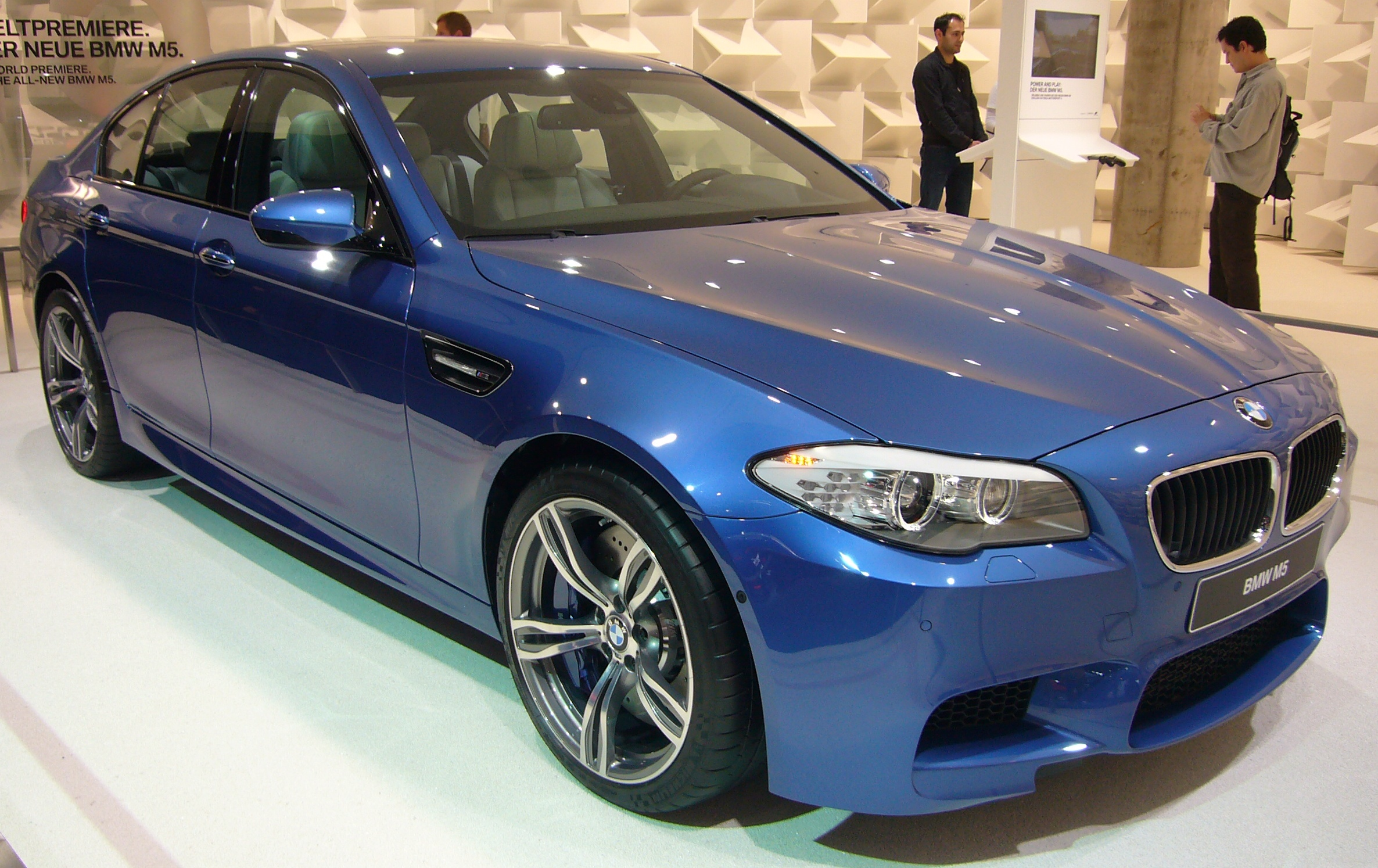
BMW F10 M5.
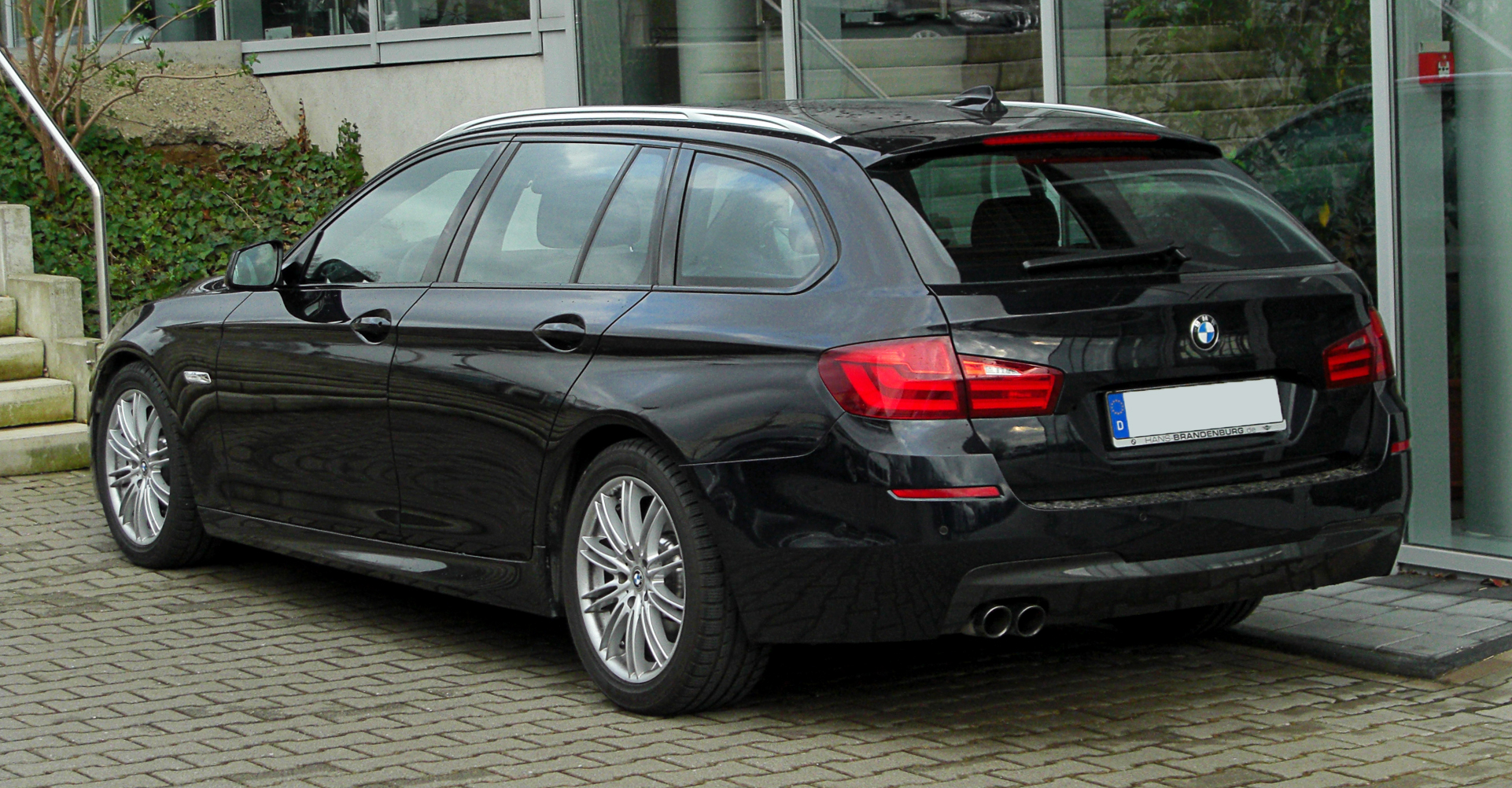
BMW F11 Touring.